# Sali Jaha
Sali Jaha, född 1803 i Rugova, död 1883, var en albansk major, frihetskämpe och hövding inom Prizrenligan i Kosovo under 1800-talet. Han var farfar till Sak Faslia.

## Bakgrund
Sali Jaha föddes 1803 i Rugova och växte upp under en osmansk- och serbfientlig era, där albaner kämpade med att vinna autonomi från osmanerna. Samtidigt utkämpades strider mot osmanska skattereformer och montenegrinska anfall. Som 14-åring stred Jaha mot montenegrinerna i slaget vid Bukovik år 1817. Oral folkloristik säger att Sali Jaha skar huvudet av två montenegrinska soldater och tog med sig deras flagga, för vilket han nominerades till bajraktar (flaggbärare eller hövding).
Jaha blev major i den osmanska armén. Under slaget vid Berane, dagens Berane i Montenegro, stupade båda hans söner och han tvingades lämna deras kroppar. År 1878 grundades Prizrenligan med 110 albanska hövdingar som samlats för att mota den montenegrinska invasionen av Plav och Gusinje, som beslutats i Berlinkongressen av stormakterna. 1879 stred Sali Jaha under Ali Pasha av Gusinje och fortsatte kampen fram till sin död 1883. Han begravdes i Qafë Vranice i Qakorr. Sali Jaha benämns i albansk folkloristik.